# 滨江镇
滨江镇，是中华人民共和国江苏省泰州市泰兴市下辖的一个乡镇级行政单位。2019年中国百强乡镇第54名。
2021年3月11日，将滨江镇的张庄、郭庄、向阳3个村委会划归济川街道管理。

## 行政区划
滨江镇下辖以下地区：
印桥社区、天星桥社区、闸南社区、闸北社区、卢碾村、新星村、天星村、翻身村、龙港村、蒋港村、仁寿村、过船村、长沟村、褚港村、殷石村、石桥村、中港村、洋泗村、蒋榨村、红旗村、五杨村、大马庄村、小马庄村、西江村、大何庄村、苏坔村、苏余村、双彭村、马甸村、中兴村、联杨村、顾阚村、永新村、张庄村、郭庄村、向阳村、三联村、蔡桥村、江海实业总公司社区、养殖场生活区和良种场生活区。